# Vörös szemeslepke
A vörös szemeslepke (Lasiommata megera) a tarkalepkefélék családjába tartozó, Európában, Észak-Afrikában és Nyugat-Ázsiában elterjedt lepkefaj. 

## Megjelenése
A vörös szemeslepke szárnyfesztávolsága 3,8-4,4 cm. A szárnyak alapszíne sárgásvörös, amely az elülső szárny tő- és középterére is kiterjed, s ott ferde, barnásfekete harántsávok szelik át. A sejtben három ferde sáv található, a második a belső szegélyig folytatódik, a harmadik a sejtet zárja le, a középteret pedig zegzugos és széles harántsáv határolja. Az szárnyak csúcsán nagy, fekete, fehér pupillájú szemfoltja látszik, mellette apró szatellit szemfolttal. A külső szegély szürkésbarna, hosszában halványabb sáv osztja ketté. A rojt sárga, az erek végződésénél barna foltok tarkítják. A hímnél a sejt végétől a belső szegélyig széles illatcsík húzódik. A hátulsó szárnyakon a tő- és középteret zegzugos sötétbarna vonal választja el egymástól. A szemfoltsor teljes, a pettyek feketék, pupillájuk fehér, udvaruk széles és vörös, a sötét szárnyszegélyt itt is vöröses betétek szakítják meg. A nőstény nagyobb és rajzolata szélesebb, mint a hímé. 

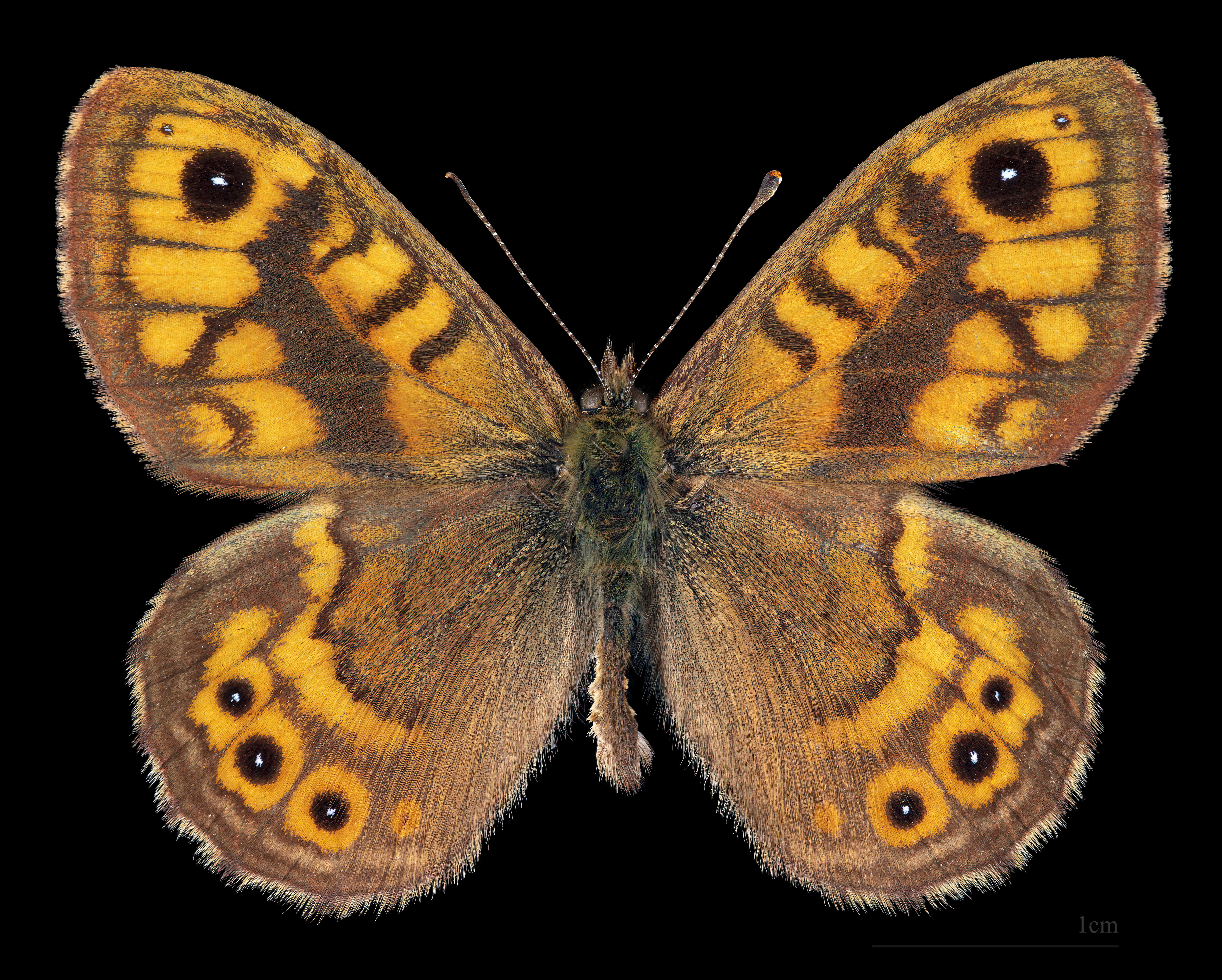
Lasiommata megera megera  ♂
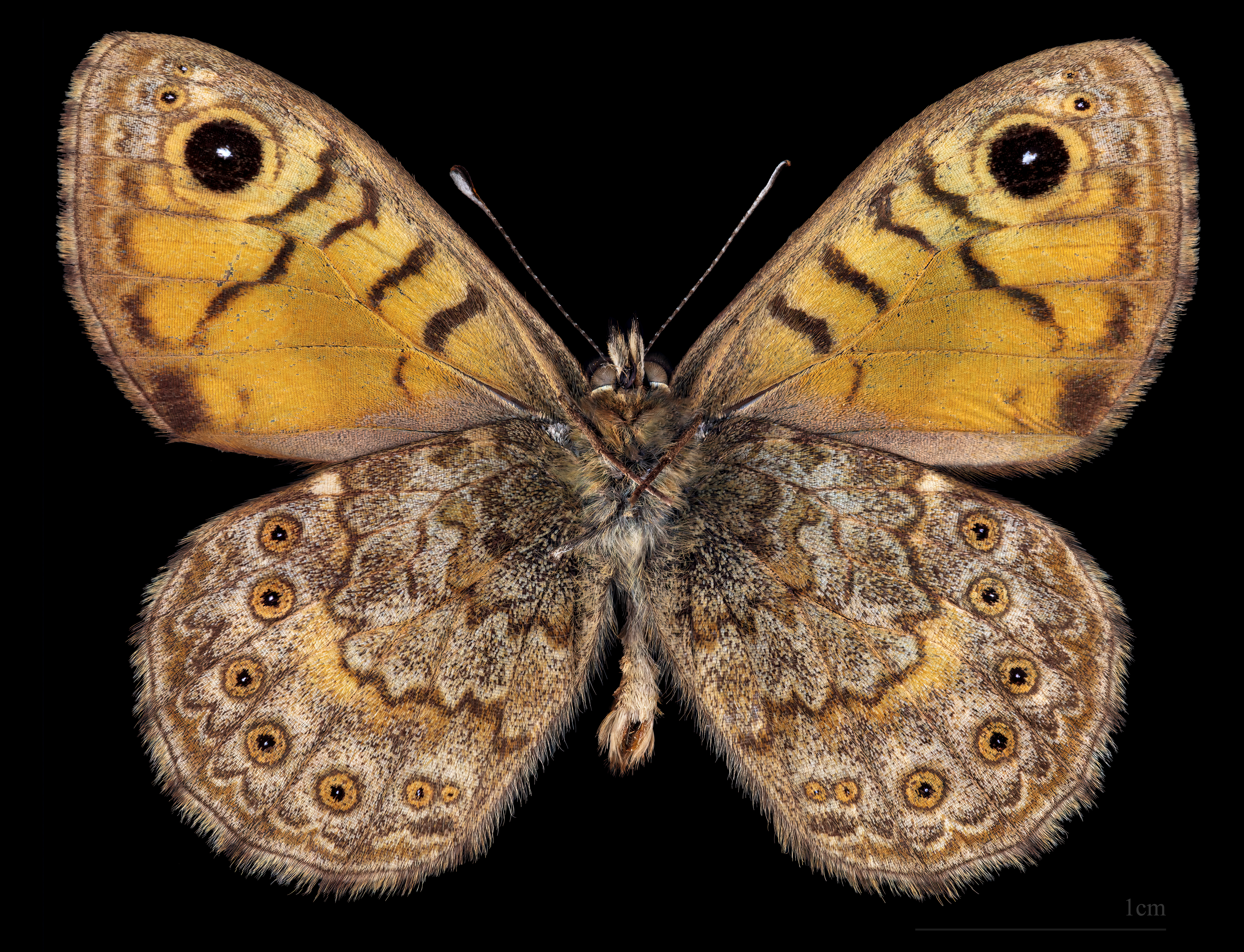
♂ △
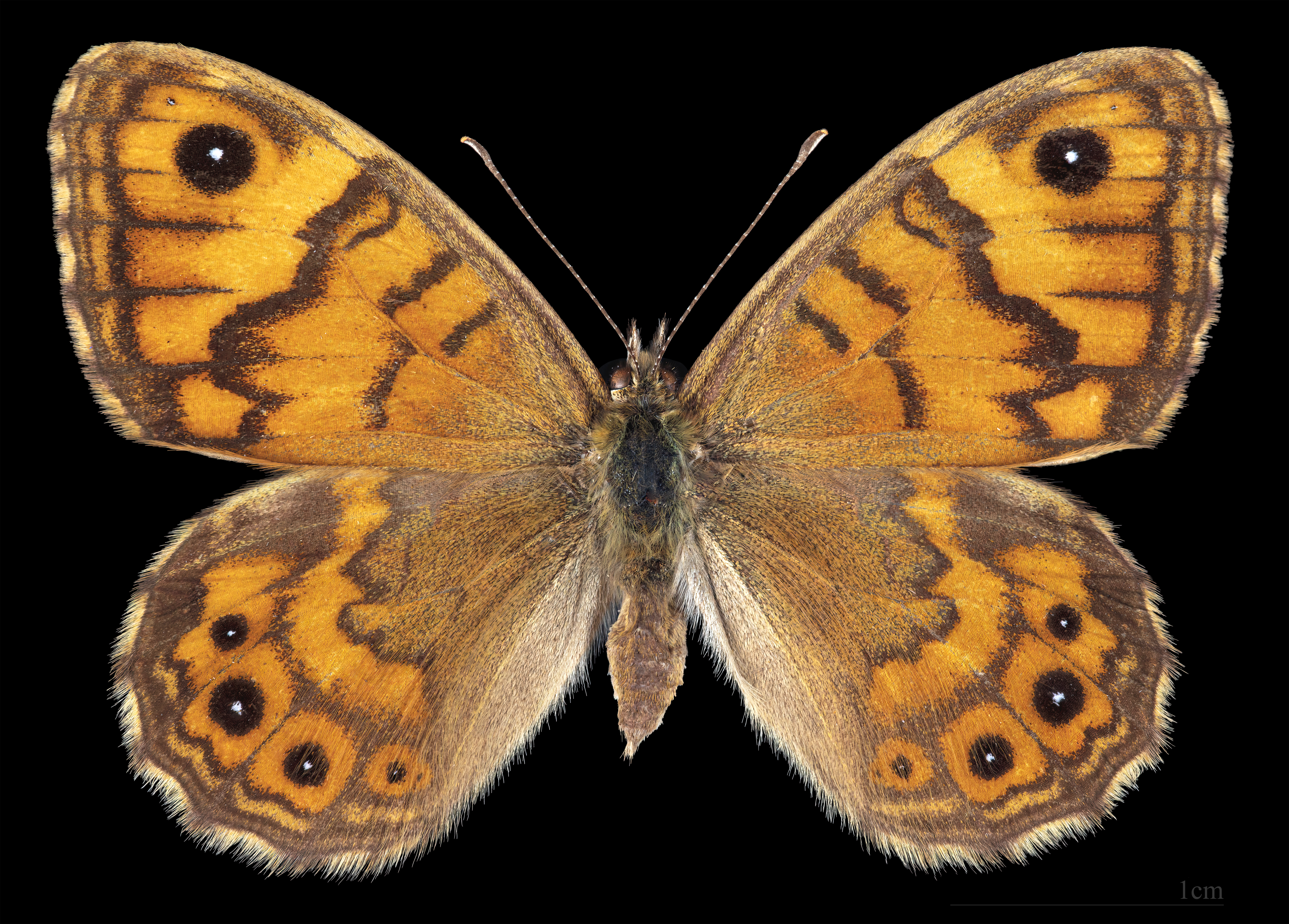
♀
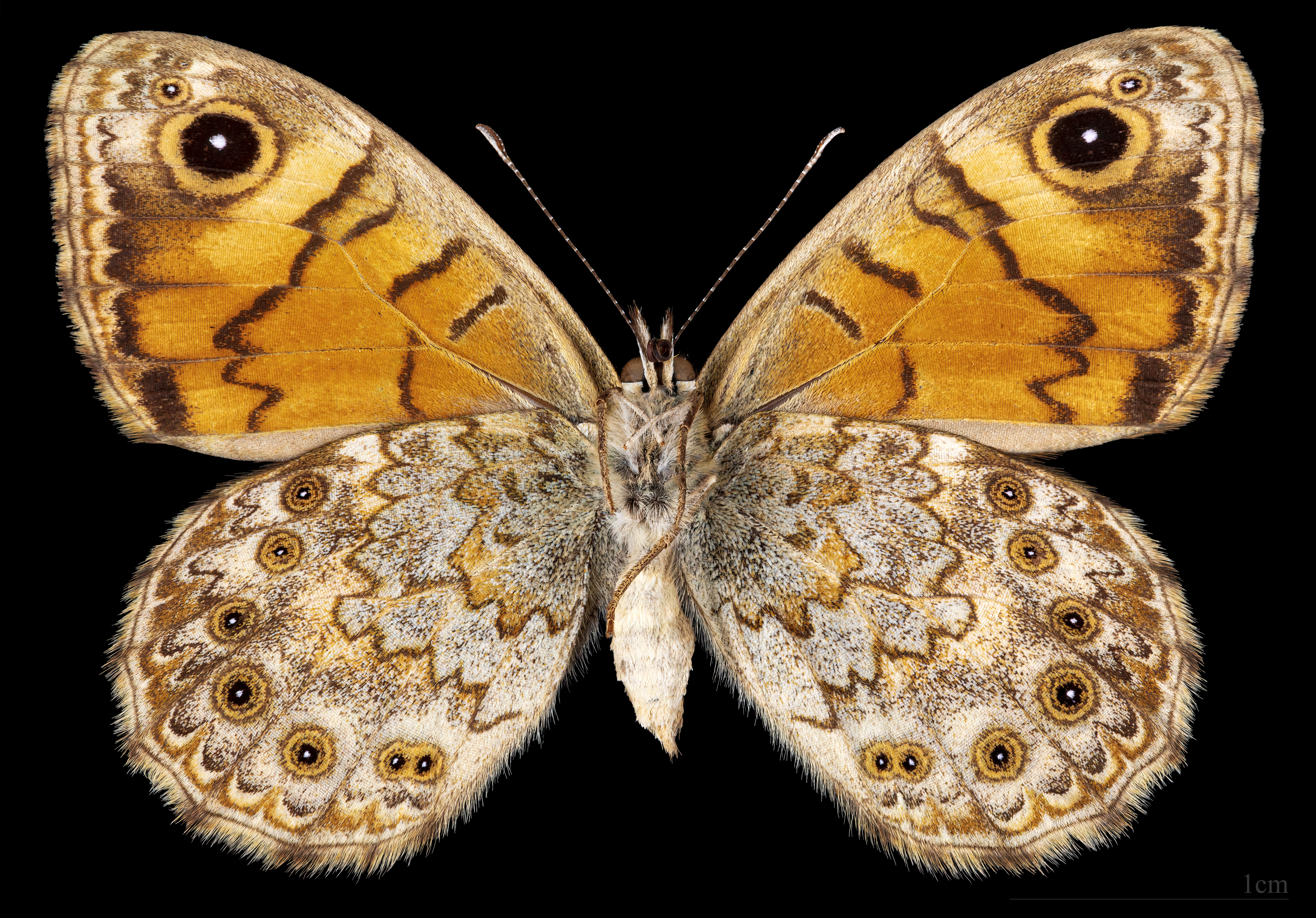
♀ △

A szárnyak fonákja mindkét nem esetén egyforma. Az elülső szárny sárgásvörös, a csúcstérben szürkés, rajzolata feketésbarna, a színoldal rajzolatával majdnem egyező. Hátulsó szárnya barnával és szürkével behintett és több finom, fekete, zegzugos vonal márványozza. A szemfoltsor teljes, a foltok kicsik, pupillájuk fehér, udvaruk vörös, keretük fekete, előttük a szegélyt finom, csipkés sáv díszíti; a rojtvonal éles, fekete.
Változékonysága nem számottevő. 
Petéje zöldesfehér, kerekded, nagyon finom hosszanti bordákkal.
Hernyója zöld, vékony oldalvonala sárgásfehér. Feje is zöld. 

### Hasonló fajok
A hegyi szemeslepke és nagyfoltú szemeslepke hasonlít hozzá.

## Elterjedése
Európában (északon Dél-Skandináviáig), Észak-Afrikában és Nyugat-Ázsiában (Iránig) fordul elő. Magyarországon mindenütt megtalálható, főként a napsütötte réteken, nyílt területeken. 

## Életmódja
Réteken, sziklás-köves, nyílt területeken, kőfejtőkben, esetleg bozótosokban és ritkás erdőkben él Közép-Európában 600 m-es magasságig, délebbre 1500 méterig is felmerészkedik. Szeret napsütötte köveken, sziklákon, falakon megpihenni.
Évente három (északabbra kettő) nemzedéke repül: április-júniusban, július-augusztusban és szeptember-októberben. A hernyó különféle fűfélék (Poaceae) leveleivel táplálkozik. Kifejlett állapotban (L3) telel át és a következő év április-májusában bábozódik be.  

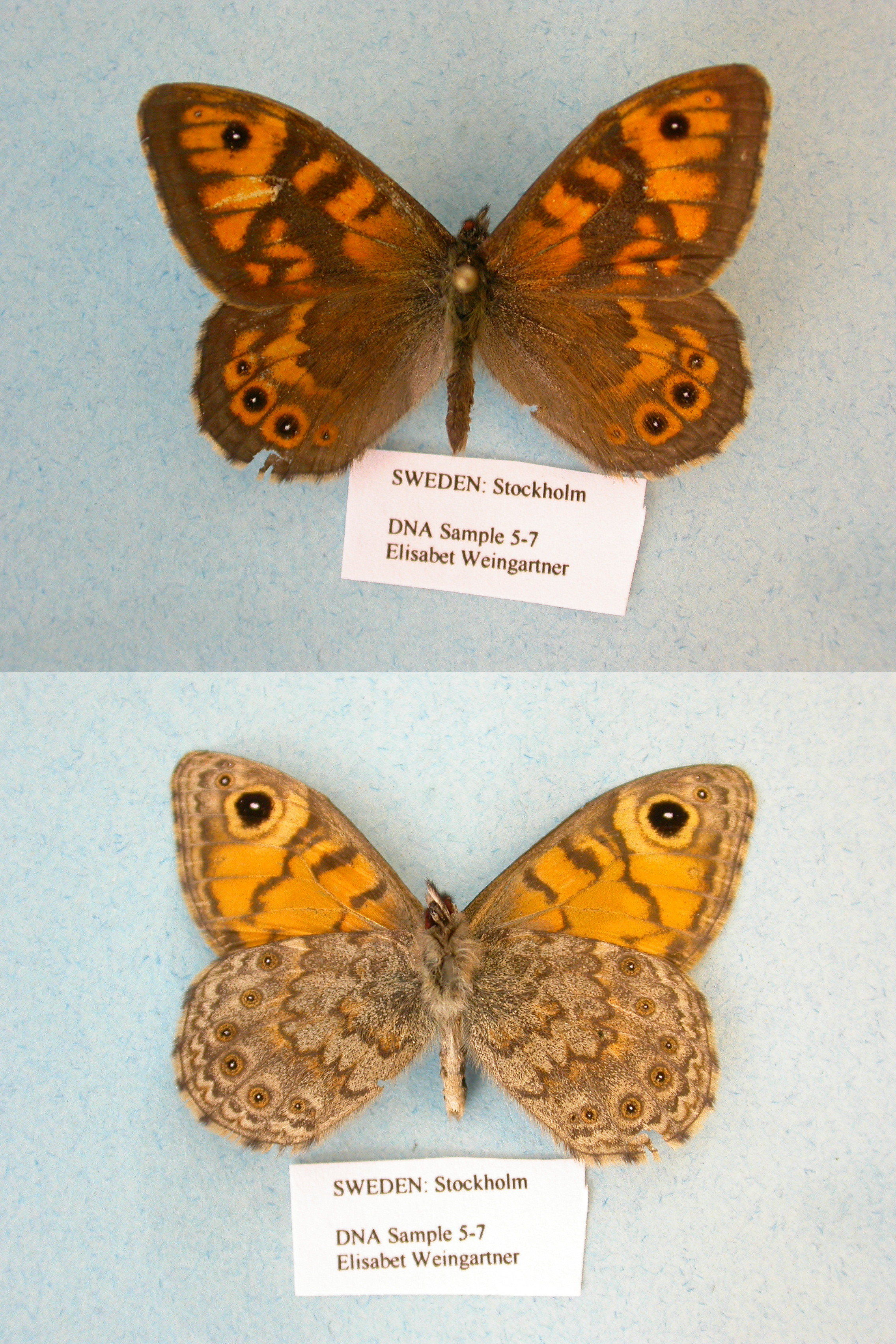
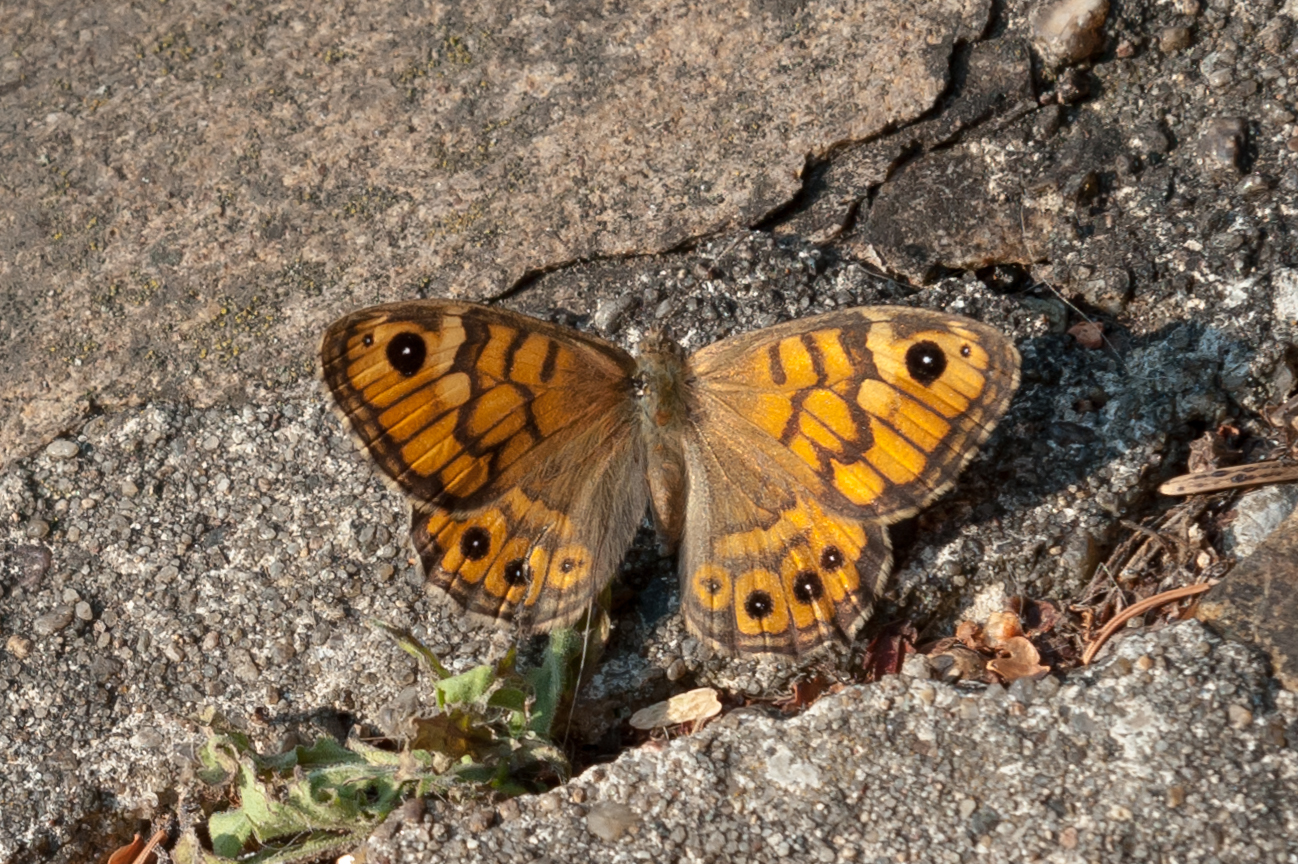
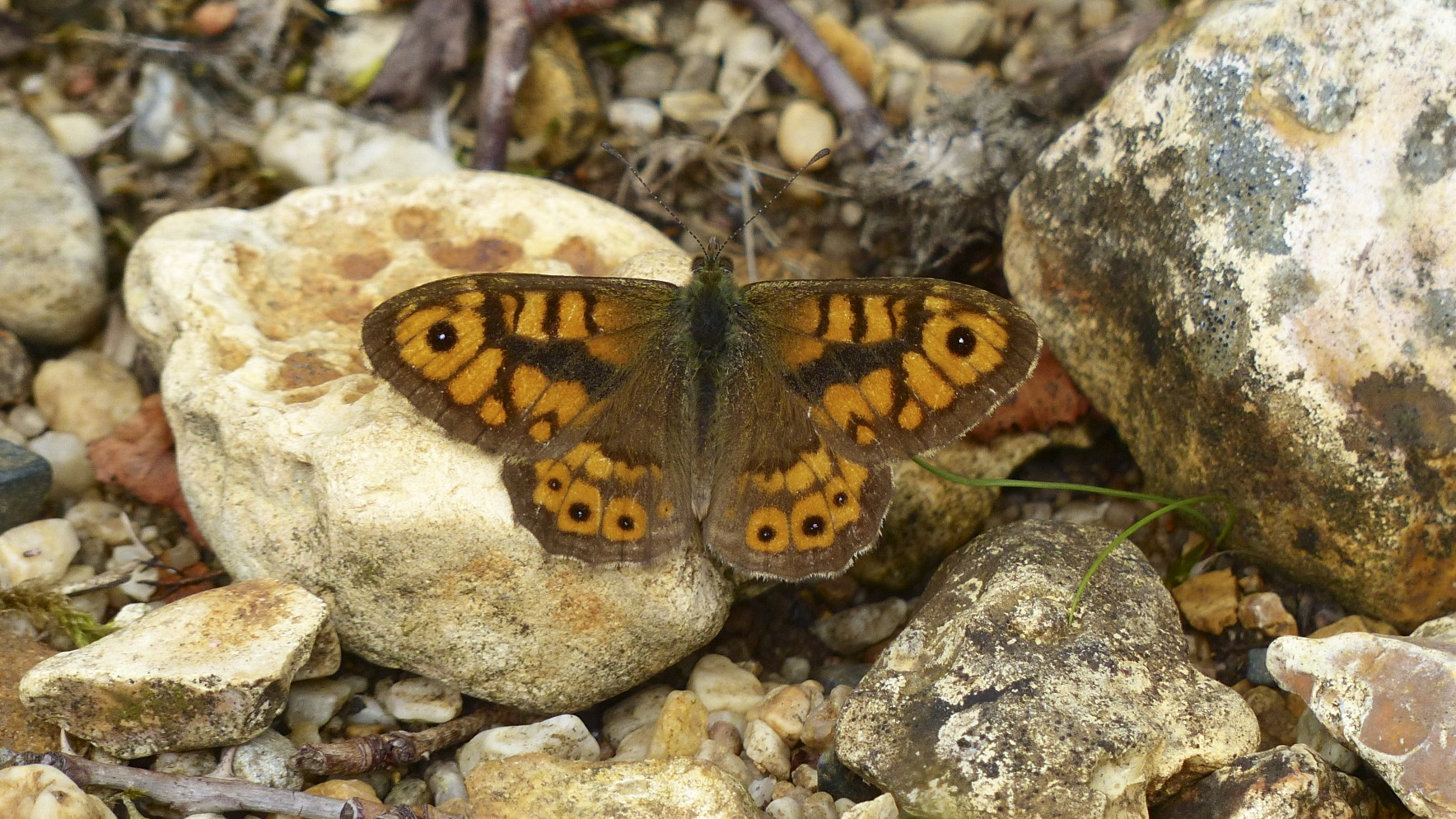
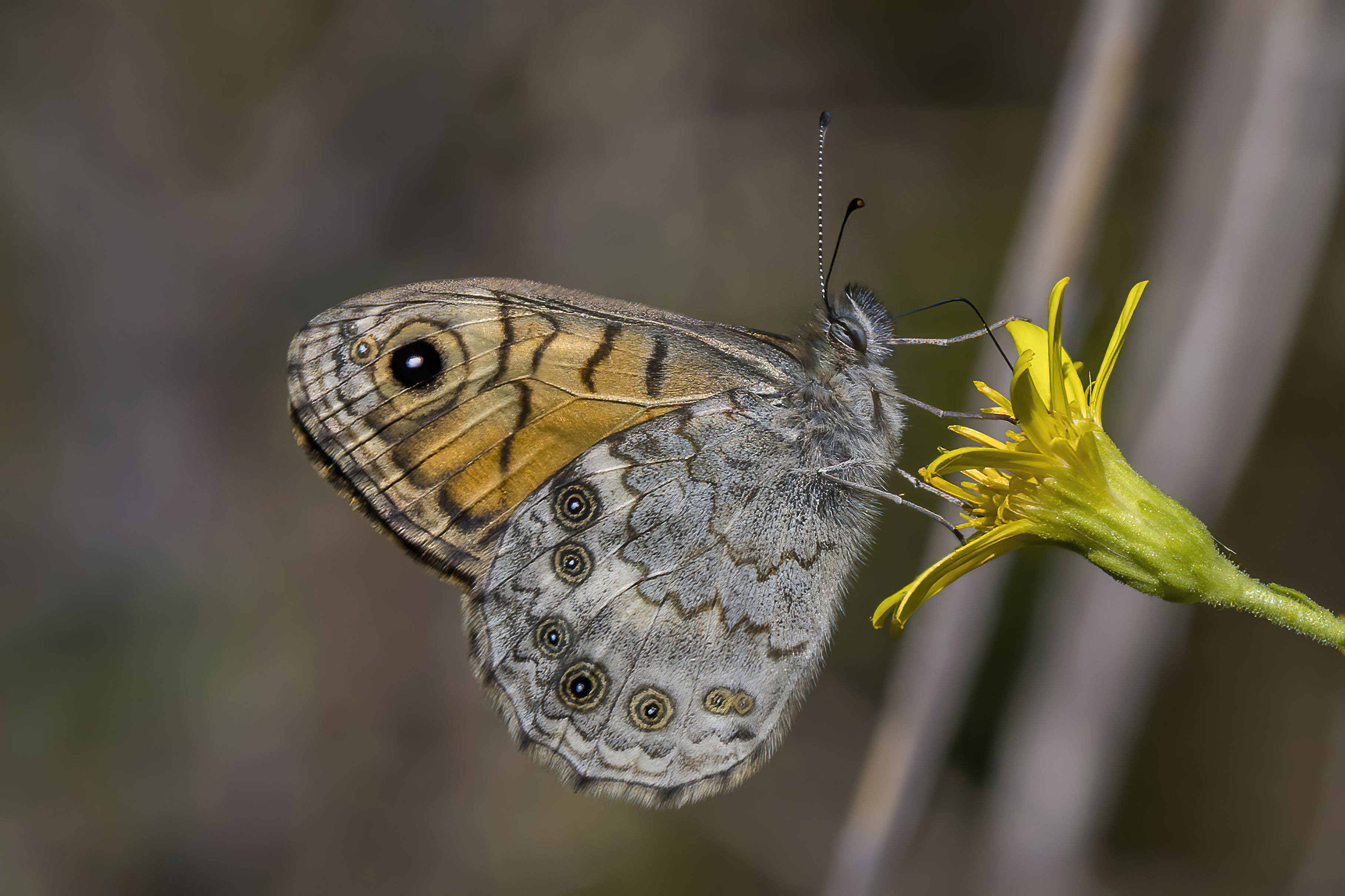
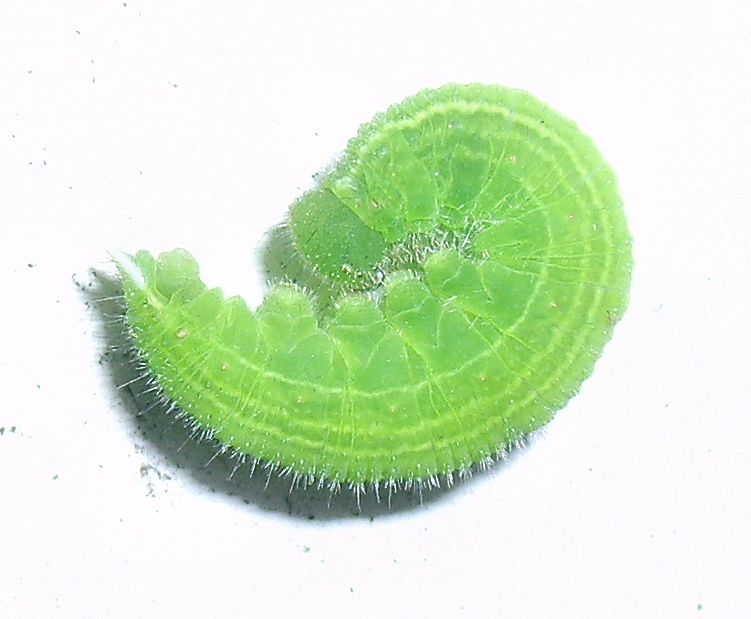

Magyarországon nem védett.